# Zevener Geest

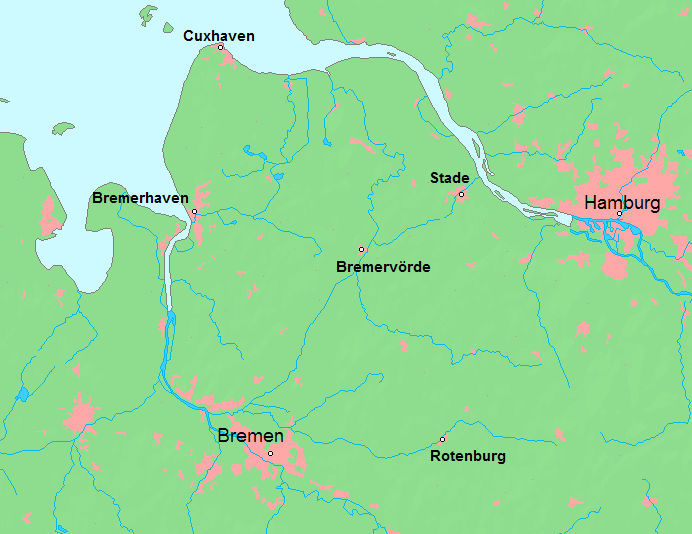
Elbe-Weser-Dreieck

Die zur Stader Geest gehörende Zevener Geest ist ein Naturraum im Nordosten des Bundeslandes Niedersachsen. Sie ist nach der Stadt Zeven benannt.

## Geografie
Die Zevener Geest liegt im Elbe-Weser-Dreieck zwischen den Städten Hamburg, Bremen und Bremerhaven. Sie erstreckt sich zwischen Sottrum, Bremervörde, Stade, Buxtehude, Tostedt, Scheeßel und Rotenburg (Wümme). Sie grenzt im Norden an das Alte Land, im Osten an die Schwarzen Berge, im Süden an die Wümmeniederung, im Westen an die Hamme-Oste-Niederung mit dem Teufelsmoor und im Nordwesten an die Wesermünder Geest.

## Naturräumliche Gliederung
Die naturräumliche Haupteinheit der Zevener Geest ist Teil der Haupteinheitengruppe Stader Geest (Nummer 63, zweistellig) innerhalb des Norddeutschen Tieflandes (Großregion 1. Ordnung).
Im Norden begrenzen die Haupteinheitengruppe Untere Elbeniederung (Nummer 67), im Osten die Schwarzen Berge (640.00), im Süden die Haupteinheit Wümmeniederung (631) und im Westen die Haupteinheit Hamme-Oste-Niederung (632) die Zevener Geest. Sie wird von den Elbnebenflüssen Este, Aue, Schwinge und Oste durchzogen. Im Süden entspringt auch der Wesernebenfluss Wörpe.
Die Zevener Geest spaltet sich wie folgt in Unternaturräume auf:
- (zu 63 Stader Geest, D27)
  - 634 Zevener Geest[2][3][4][5][6]
    - 634.0 Tarmstedter Geest
    - 634.1 Heeslinger Geest
    - 634.2 Beverner Geest
    - 634.4 Oldendorfer Geest
    - 634.5 Harsefelder Geest
    - 634.6 Apenser Lehmgeest
    - 634.7 Tostedter Geest

## Politische Zugehörigkeit
Das Gebiet der Zevener Geest gehört administrativ zu den Landkreisen Verden, Harburg, Rotenburg (Wümme) und Stade, die früher zum Regierungsbezirk Stade gehörten.

## Orte
In dieser Liste finden sich Städte, Einheits- und Samtgemeinden im Bereich der Zevener Geest.
- Apensen
- Bremervörde
- Buxtehude
- Gnarrenburg
- Harsefeld
- Hollenstedt
- Kutenholz
- Neu Wulmstorf
- Ottersberg
- Selsingen
- Sittensen
- Sottrum
- Stade
- Tarmstedt
- Tostedt
- Zeven